# Vestmaro
Vestmaro (em latim: Vestmarus ou Westmarus) foi um nobre danês do século I, ativo no reinado do rei Frodo III. Aparece apenas nos Feitos dos Danos de Saxão Gramático.

## Vida
Vestmaro era nobre, irmão de Colão e pai de 12 filhos, três dos quais se chamavam Grepo, cujo comportamento se deteriorou ao chegarem na adolescência por seu sangue quente e suas práticas degeneradas. Quando o rei Fridlevo I faleceu e seu filho de 7 anos Frodo III o sucedeu, Vestmaro foi um dos nobres escolhidos para supervisionar o jovem. Depois, Vestmaro participou na embaixada à corte dos hunos que tinha como missão obter o consentimento para o casamento da princesa Hanunda com Frodo. A embaixada foi recebida com 3 dias de festividades e no terceiro, Vestmaro fez a proposta, mas Frodo foi desdenhado.
Gotuara estava junto dos emissários e ordenou que Vestmaro, Colão e os filhos deles se aproximassem do rei em armas para solicitar a princesa, e caso se recusasse desafiariam os hunos ao combate. Vestmaro entrou na corte com soldados armados e proclamou:
| “ | Deve agora ceder às nossas petições ou lutar contra os peticionários. Escolhemos morrer gloriosamente do que ir para casa com nossa missão incompleta; não podemos retornar em desgraça, frustrados do nosso propósito por uma negação, e onde esperávamos receber elogios temos que relatar o contrário. Se você recusar sua filha, aceite batalha; deve ser um ou outro. Ou morremos ou nossas demandas são ouvidas; mesmo que não tenhamos alegria de você, pelo menos devemos sofrer. Frodo será mais feliz em ouvir notícias de sermos abatidos do que recusados. | ” |

Ao terminar de falar, ameaçou atacar a garganta do rei com sua espada. O rei, porém, afirmou que era impróprio que sua grandeza real fosse igualada em conflito com alguém de hierarquia inferior, pois era indigno para aqueles de autoridade desigual lutar em igualdade de condições. Vestmaro não afrouxou até ouvir do rei que seria a própria Hanunda que decidiria se o casamento ocorreria. Gotuara havia dado uma poção afrodisíaca para ela, e Hanunda aceitou o compromisso para espanto de seu pai. Anos depois, quando os noruegueses Érico, o Eloquente e seu meio-irmão Rolero chegaram na Dinamarca e provocaram a morte de Colão, Gotuara um de seus filhos de nome Grepo, Vestmaro sugeriu, ciente que ninguém podia derrotar Érico na eloquência, que uma competição de força fosse feita, cujo derrotado seria morto, mas encontrou a morte no fim.